# ۳۰۰ (پیش از میلاد)
۳۰۰ (پیش از میلاد) ۳۰۰مین سال قبل از تقویم میلادی است.